# جون برودريك (مخرج)
جون برودريك (بالإنجليزية: John Broderick)‏ هو كاتب سيناريو ومخرج أمريكي، ولد في 22 أكتوبر 1942 في سان فرانسيسكو في الولايات المتحدة، وتوفي في 17 يونيو 2001 في سانتا مونيكا في الولايات المتحدة بسبب قصور كلوي.

## وصلات خارجية
- جون برودريك على موقع IMDb (الإنجليزية)
- جون برودريك على موقع ألو سيني (الفرنسية)
- جون برودريك على موقع أول موفي (الإنجليزية)
- جون برودريك على موقع قاعدة بيانات الأفلام السويدية (السويدية)
- جون برودريك على موقع قاعدة بيانات الفيلم (الإنجليزية)
- جون برودريك على موقع كينوبويسك (الروسية)